# 정순명
정순명(1954년 6월 30일~)은 KBO 리그 원년 선수이다.

## 소개
충청남도 당진시 출신으로 대전중학교를 졸업하고 충암고등학교 야구부의 창단 멤버가 됐다. 고등학교 재학 시절에는 타자로써 이영민 타격상을 수상하기도 했으며  일본 도에이  진출설이 있었으나 한양대학교에 진학하면서 1975년 연세대학교를 상대로 대학 야구 역대 다섯번째 노히트 노런을 기록하였고 1976년 대학 야구 선수권 대회에서 우승을 경험하였다. 실업 야구 시절 한국화장품과 공군에서 활동하다가 한국 프로 야구의 원년 선수로 1982년부터 1986년까지 MBC 청룡에서 투수로 활약하였고 1989년 시즌 뒤 백인천 감독이 MBC 감독으로 부임하자 1년 전속계약으로 1군 투수코치 계약을 했지만 팀은 다음 해 1월 럭키금성그룹에 매각되어 LG 트윈스가 됐다.
그 뒤, 1990년 시즌 후  재계약을 했으나 1991년 시즌 중반 성적 부진의 책임을 물어 2군 투수코치로 보직이 변경됐고 같은 해 2군 투수코치로 출발한 미국인 마틴 패튼이 그 해 말 이광환 감독이 부임하면서 1군 투수코치로 자리를 옮기자  루키군 투수코치로 자리를 옮겼으며 이 과정에서 하기룡 1군 투수코치가 2군 투수코치, 유종겸 훈련단 투수코치가 1군 투수코치로 자리를 옮겼는데 패튼 코치는 전천후 에이스 김용수의 부상으로 투수진이 붕괴되어 성적 부진을 면치 못해 1992년 시즌 도중 2군으로 내려갔다.
그 뒤, 1992년 말  단행된 소위 '백인천 라인' 지우기의 일환에 따라 같은 해  시즌을 끝으로 현장을 떠났으며 본인(정순명) 외에도 또다른 '백인천 라인'의 일원이었던 김봉기 양승관 코치와 앞서 본 것처럼 1991년 2군 투수코치로 출발했으나  같은 해 시즌 후 이광환 감독이 부임하면서 1군 투수코치로 자리를 옮겼지만  전천후 에이스 김용수의 부상으로 투수진이 붕괴되어 성적 부진을 면치 못해 1992년 시즌 도중 2군으로 내려갔던 패튼 코치가 팀을 떠났다.
이후,   1995년에  SBS의 해설위원으로 활동하다가 같은 해 시즌 뒤 백인천 감독이 삼성 감독으로 부임하자 11월 16일부터 투수코치로 2년 계약을 체결했는데 다음 해 시즌 중반 성적 부진의 책임을 물어 2군감독으로 보직이 변경됐고 1997년 시즌 후 서정환 코치가 감독으로 부임하면서  삼성 라이온즈를 떠난 뒤 프로야구계에서 은퇴했다.
고등학교 시절 청소년 국가 대표를 시작으로 종종 국제 대회에 국가 대표 선수로 출전하였고 은퇴 이후에는 휘문고등학교와  속초상업고등학교, 경동고등학교에서 야구부 감독을 지냈다.
1. ↑  “張勳(장훈)선수 黃圭奉(황규봉)·金承洙(김승수)군등 東映(동영)에 스카웃권유”. 경향신문. 1972년 11월 18일. 2022년 3월 12일에 확인함.
2. ↑  박건만 (1989년 11월 16일). “프로야구 계약市場(시장) (上(상)) 白(백)인천·金(김)인식·金(김)진영감독 歡待(환대)·忽待(홀대) 엇갈려 "착잡"”. 경향신문. 2020년 6월 7일에 확인함.
3. ↑  “프로야구 LG 鄭淳明(정순명)코치등 재계약”. 동아일보. 1990년 12월 22일. 2020년 6월 7일에 확인함.
4. ↑  연합 (1991년 8월 6일). “프로야구 소식”. 연합뉴스. 2020년 6월 7일에 확인함.
5. ↑  “시즌대비戰力극대화〃20%물길이”. 문화일보. 1992년 1월 11일. 2020년 10월 2일에 확인함.[깨진 링크(과거 내용 찾기)]
6. ↑  연합 (1992년 9월 23일). “<'92프로야구결산>-⑤打高投低(完)”. 연합뉴스. 2020년 10월 2일에 확인함.
7. ↑  “프로야구 단신”. 연합뉴스. 1992년 7월 4일. 2020년 10월 2일에 확인함.
8. ↑  “시즌대비戰力극대화〃20%물길이”. 문화일보. 1992년 1월 11일. 2020년 10월 2일에 확인함.[깨진 링크(과거 내용 찾기)]
9. ↑  연합 (1992년 9월 23일). “<'92프로야구결산>-⑤打高投低(完)”. 연합뉴스. 2020년 10월 2일에 확인함.
10. ↑  “프로야구 단신”. 연합뉴스. 1992년 7월 4일. 2020년 10월 2일에 확인함.
11. ↑  “元年 노장스타 대거 코치진출”. 경인일보. 1992년 11월 2일. 2020년 10월 2일에 확인함.[깨진 링크(과거 내용 찾기)]
12. ↑  연합 (1995년 11월 16일). “<프로야구소식>정순명씨 라이온즈 코치로”. 연합뉴스. 2020년 6월 7일에 확인함.
13. ↑  “정순명 코치 2군감독 임명...삼성코칭스태프 보직 변경”. 영남일보. 1996년 8월 5일. 2020년 6월 7일에 확인함.